# Retorta
 Retorta  je vrsta laboratorijskog posuđa koje je služilo za destilaciju, isparavanje lakoisparljivih tekućina iz predloška i provođenje nekih reakcija. Sastoji se od posude s dugim, spuštenim grlom. Grlo ima funkciju zračnog hladila.
Retorta je danas praktično u potpunosti izašla iz uporabe jer su je zamijenili moderni dijelovi aparatura sa standardiziranim brušenim grlima, od kojih se mogu izraditi cijele nepropusne aparature otporne na koroziju.
Retorte su najviše koristili alkemičari, no i kemičari prije izuma modernih hladila, kao što su Jabir ibn Hayyan (Geber) (721. – 815.), Antoine de Lavoisier (1743. – 1794.) i Jöns Jakob Berzelius (1779. – 1848.).
Odigrale su važnu ulogu u ranoj proizvodnji dušične kiseline.